# كن غاهي (دجغان)
کن غاهي (بالفارسية: کن گاهی) هي قرية تقع في إيران في بلدة دزكان.